# Рикади
Рикади (итал. Ricadi) је насеље у Италији у округу Вибо Валенција, региону Калабрија.
Према процени из 2011. у насељу је живело 574 становника. Насеље се налази на надморској висини од 286 м.

## Становништво
Према резултатима пописа становништва 2011. у општини је живело 4.750 становника.
| 1931. | 1936. | 1951. | 1961. | 1971. | 1981. | 1991. | 2001. | 2011. |
| ----- | ----- | ----- | ----- | ----- | ----- | ----- | ----- | ----- |
| 4.005 | 4.095 | 4.584 | 4.035 | 3.689 | 3.696 | 4.169 | 4.429 | 4.750 |

## Партнерски градови
- Мољано Венето